# University of Zakho
Die University of Zakho (UoZ; kurdisch زانكۆی زاخۆ Zankoy Zaxo, deutsch ‚Universität Zaxo‘) ist eine staatliche Universität in der Stadt Zaxo in der autonomen Region Kurdistan im Irak.
Die Universität Zaxo wurde am 8. Juli 2010 gegründet. Sie ging aus zwei Fachbereichen (Education und Commerce), die an die Universität Duhok angeschlossen waren, hervor.
Die Gesamtkosten für den Bau des neuen Campus mit einer Gesamtfläche von 19.059 m² haben etwa 4,295 Milliarden irakische Dinar betragen.
Im Jahr 2013 hatte die Universität etwa 2.600 undergraduate und 100 graduate Studenten.
Die Universität ist Mitglied der Association of Arab Universities (AArU) und hat mit mehreren Hochschulen internationale Kooperationsverträge abgeschlossen – beispielsweise mit der Universität Oldenburg (2013).

## Studiengänge
Die Universität bietet ihre Studiengänge in den Fakultäten für Geistes-, Natur- und Ingenieurwissenschaften an. Die Mehrheit der Studiengänge in den drei Fakultäten wird mit Bachelor- und Masterabschlüssen angeboten. Die Regelstudienzeit für das Bachelor-Studium liegt bei vier Jahren. Daneben bietet die Universität in den naturwissenschaftlichen Studiengängen auch die Möglichkeit zu promovieren an. Aufgrund der steigenden Erdölförderung in der Autonomen Region Kurdistan und insgesamt im Irak, wurde 2013 die Fakultät für Ingenieurwissenschaften gegründet und das Studium der Erdöl- und Erdgastechnik angeboten.
Naturwissenschaftliche Fakultät
- Biologie
- Chemie
- Umweltwissenschaften
- Mathematik
- Physik
- Informatik

Geisteswissenschaftliche Fakultät
- Kurdologie
- Anglistik
- Turkologie
- Arabistik
- Geschichte
- Psychologie
- Islamwissenschaften
- Handel und Bankwesen
- Betriebswirtschaftslehre

International Association of Universities
Ingenieurwissenschaftliche Fakultät
- Erdöltechnik
- Maschinenbau